# 隠れ念仏
隠れ念仏（かくれねんぶつ）は、権力から禁止された浄土真宗（一向宗）の信仰を、権力の目から逃れて信仰すること、或いはそれを行う者や集団を指す。

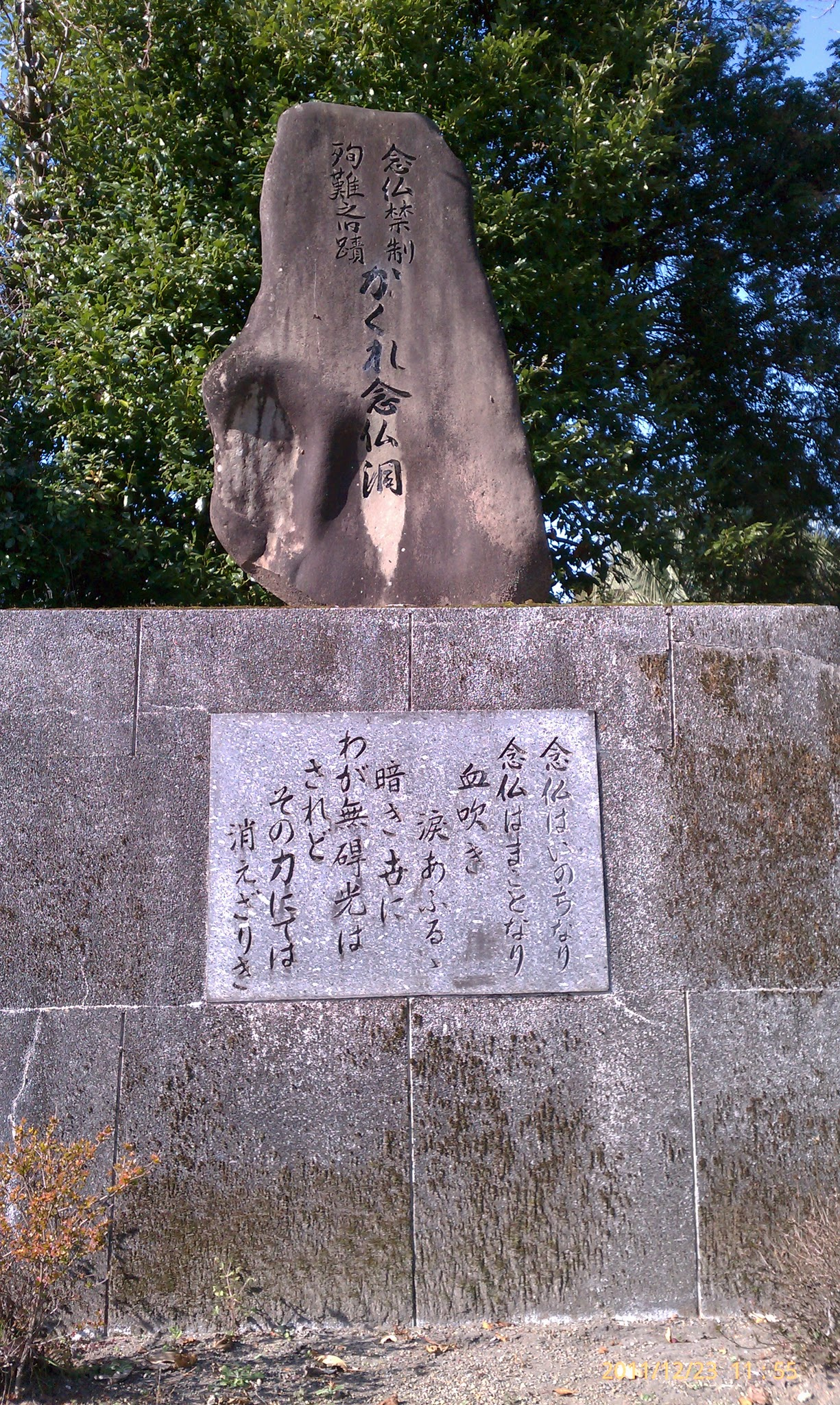
田島かくれ念仏洞（宮崎県都城市山之口町）

南九州の旧薩摩藩や旧人吉藩では、三百年にわたり浄土真宗が弾圧されたため、これらの信仰形態の名残が見られる。
また、神道と習合してカヤカベ教のような秘密宗教も派生したが、基本的には本願寺教団に属し、浄土真宗の主流の教えを守る者をいう。東北の隠し念仏は別物と考えられる。

## 弾圧の実態

### 弾圧の始まり
浄土真宗禁制に乗り出したのは人吉藩（相良氏）の方が早く、弘治元年（1555年）に遡る。この年、相良晴広は分国法「相良氏法度」に、一向宗（浄土真宗）の禁止を追加した。その要因はいまだ明確ではないものの「人吉市史」によると、大永6年（1526年）7月に真幸院（現・宮崎県えびの市及び小林市）を治めていた北原氏の人吉城攻めに原因があるのではないかとしている。北原氏はこの年、相良氏の内訌に乗じて人吉城に攻め入ったのであるが、その際に一向宗伝道の根拠寺である清明寺（人吉市七字町）と関係しており、禁令に至った要因にそれがあるのではないかと記述している。北原氏が一向宗と関係していたとする史料として、『飯野郷土史』の記述であるが、北原庶流にして飯野郷の領主であった北原兼孝は「一向宗とならねば打ち殺す」として領民に入信を強要したとしている。
慶長2年（1597年）に島津義弘が発した二十か条の置文によって薩摩藩全領内で一向宗が禁制となったが、それ以前の16世紀中頃には島津家領内で弾圧が始まっている。加賀一向一揆や石山合戦の実情が伝えられ、一向宗が大名によって恐れられたことや、島津忠良などの儒仏に篤い武将にとって、忠を軽んじ妻帯肉食する一向宗が嫌悪の対象となっていたことなどが原因と考えられる。
また、島津家による公式の禁止令は慶長2年の4年後にあたる慶長6年（1601年）に出されている。これは慶長4年（1599年）日向国において庄内の乱が勃発、この首謀者である伊集院忠真の父・忠棟が熱心な一向宗徒という説があり、乱後に改めて正式に一向宗が禁止されたのはこのことが大いに影響しているものという説がある。
以後両藩に於いては約300年にわたり禁制が続けられた。

### 取り締まり
薩摩藩では一般的な寺請制度を取らず、僧を含めて藩内すべての人民に宗門手札という自分の宗門を証明する札を配布し、宗門方と呼ばれる役人によって宗門を管理していた。一向宗の取り締まりは毎年行われる宗門改めと、数年ごとに行われる宗門手札改めがあり、通常は郷士によって実施された。また、五人組による相互監視も宗門改めに含まれ、組内から一向宗門徒が発覚すると連帯責任を取らされた。時には大規模な摘発が行われる場合もあった。特に、天保6年（1835年）から行われた摘発では約14万人が処分の対象となり、天保の大弾圧と呼ばれている。

### 仏具の焼却

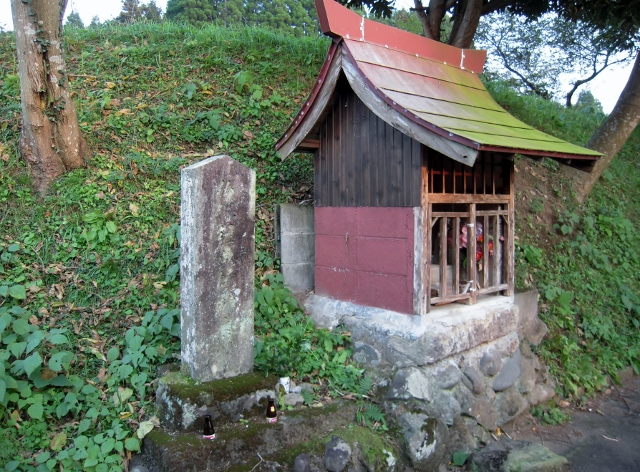
相良村柳瀬の十島仏像仏具焼却地

人吉藩では真宗信者の家から仏像・仏具を撤収し、それを焼却して処分した。熊本県球磨郡相良村柳瀬にはそうした仏像仏具を焼却した旧跡が残されている。

### 拷問と処刑
薩摩藩では「石抱き」という拷問が行われた。三角の割木を並べた上に容疑者を正座させ、幅30cm、長さ1m、厚さ10cm余、重さにして30kgの平たい石をひざの上に一枚ずつ重ね、体を前後に揺さぶる。石が5枚ぐらいになると足の骨は砕け絶命することもあったという。この拷問は一向宗信徒のほかにはキリシタンと主殺しのみに適用されたものである。
また滝壷に信者を投げ込み、浮き上がってくると竹竿でつついて沈め最後には溺死させるような刑罰も行われた。
熊本県人吉市瓦屋町には「与内山の首塚」が残っている。浄土真宗の講のまとめ役だった伝助という人物の首塚と伝えられる。伝助は地元から京都の本願寺に志納金を納めに行く途中裏切りに遭い捕らえられ、打ち首獄門に処せられた。伝助の愛弟子であった秋山和七郎がその首を盗み出し、自分の地所に埋葬したのがこの首塚であると伝えられる。

### 弾圧の終わり
薩摩では明治元年（1868年）、廃仏毀釈が行われる。それは徹底的なもので寺という寺が破壊され、神社に変えられた。その結果、真宗以外の仏教各派も著しく勢力を後退させた。明治9年（1876年）には真宗禁制がとかれるが、西南戦争が始まったため事実上の解禁はその後になった。旧人吉藩の実情も同様であった。
実質的な真宗解禁後、仏教空白地域とでも言うべき状態となった旧薩摩藩地域において、浄土真宗本願寺派は猛烈な布教を行い、結果、鹿児島県は維新前とは一変し、かえって浄土真宗一色になった。しかし、解禁後も新しく出来た本山主導の寺と隠れ念仏のネットワークの間にはさまざまな軋轢があったという。

## 信仰と抵抗

### 講のネットワーク
浄土真宗は蓮如以来、「講」と呼ばれる組織のネットワークを持っていた。三百年間、「隠れ念仏」の信仰が地下で続けられた背景にはこの講の組織があった。講は「番役」というリーダーを中心に、身分の区別なく組織され、「取次役」を通じて本山の本願寺と繋がっていた。

### かくれ念仏洞

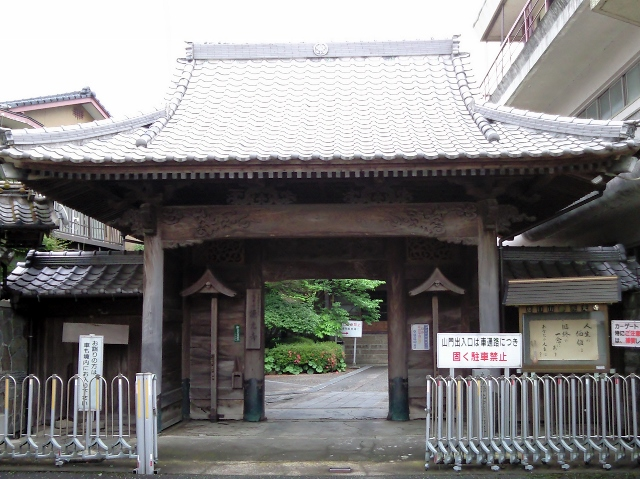
薩摩部屋が残される水俣市の源光寺

浄土真宗門徒はこのような講の組織を背景に、山中の洞穴などで法座といわれる集会を開いた。このような洞穴は戦後になって隠れ念仏洞と呼ばれるようになった。また抜け参りといって、藩境を超えて信仰の許されている藩の真宗寺院に参詣することも行われた。熊本県水俣市にある浄土真宗本願寺派源光寺には、薩摩部屋というものが残されている。これは薩摩から密出国した一向宗門徒が、世間の目に触れないように身を隠した場所なのであるという。

### 信仰の偽装
隠れキリシタンが「マリア観音」などの信仰の偽装を行ったことは知られているが、隠れ念仏もさまざまな偽装をほどこして信仰を守った。浄土真宗の信仰の証拠となる阿弥陀如来立像や、親鸞聖人の御影（肖像）、六字名号（南無阿弥陀仏）などは隠して守らなくてはならなかった。その偽装には傘の形の桐材の容器に親鸞の御影の掛け軸を収めた傘仏やまな板に似せた蓋つきの薄い木箱に本尊の掛け軸を納めたまな板仏などがあった。
川辺地方では、見かけは箪笥で扉を開くと金色さんぜんとした隠し仏壇が作られた（東本願寺鹿児島別院に保存）。鹿児島では洞窟のことをガマと言い、今でも川辺仏壇のガマ型にはその「隠し仏壇」の要素が色濃く残っていると言われる。川辺町 (鹿児島県)出身の高良武久の祖父・高良友益も熱心な隠れ真宗信者で、表向きは神道の信者を装っていたため、子孫も長い間知らずにいたという。
またいわゆるカヤカベ教のように、弾圧の中で本願寺とのつながりを絶ち、神道や修験道と習合して独自の道を歩む門徒もいた。

### 逃散
南九州の一向宗門徒は北陸の門徒のように「一揆」という形での抵抗は行わなかった。その代わり、土地を捨てて集団で逃げる「逃散（ちょうさん）」あるいは「欠落（かけおち）」ということが行われた。逃散は各地で単に生活苦から逃れるためにも行われたが、薩摩では念仏信仰を守るために念仏信仰が許されている隣接諸藩に逃亡する目的であった。寛政10年（1798年）には2800人の男女が薩摩藩領から隣の飫肥（おび）藩領に逃げ込むという事態が生じた。これには、実は労働力不足に悩んでいた飫肥藩がひそかに関係していたといわれている。飫肥藩では「欠落奉行」「逃散奉行」と呼ばれる奉行職を設けて逃亡農民に対応したという。

## 稲盛和夫の体験した隠れ念仏
浄土真宗は一向宗と呼ばれるも、薩摩藩によって禁止令が出された江戸時代には弾圧され続け、後に徹底した廃仏毀釈も行われた薩摩藩では、長いこと密かに隠れ念仏が続いていたこともあり、鹿児島県では昭和に入ってからも隠れ念仏を続けていた地域もあった。鹿児島県生まれで、京セラの名誉会長でもある稲盛和夫は、4歳か5歳だった昭和12年（1937年）頃に自身が体験した隠れ念仏の信仰について語っており、「弾圧からの逃避ではなく、これを守り続けてきた信者同士を結びつける繋がりを確認し、宗教心を強固にするため引き継がれていた。信仰の篤い人たちによって密かに守りつづけられた宗教的習慣で、私が幼い頃には、まだその習わしが残っていたものと思われる」と語っている。西本願寺もあったにもかかわらず、その頃はまだ隠れ念仏が色濃く残る地域だった小山田には、稲盛の父方にあたる祖母が住んでおり、そこで伝統として行われていた、子供たちに仏の南無阿弥陀仏という感謝の念を教えるための通過儀礼に参加するため、幼い稲盛は父に連れられ日没後、「静かにしておれ、声を出したらいかん」と言われ無言で、暗い山道を神秘的で恐ろしいような思いをしながら、提灯の灯りを頼りに父親の後を必死で付いていき、他にも隠れ念仏の信者である何組かの親子が、親が子の手を引き登っていく中、村はずれにある登った先の小さな山小屋のような一軒家に連れて行かれる。そこは、中に入ると小さなロウソクが数本灯っているだけで家はひどく暗く、奥まった押入れの中に立派な仏壇が置かれており、その前で袈裟を着た僧侶らしき老人が一人、座って静かに低い声でお経を上げていた。子供たちはその後ろに正座させられ、お経が終わると、全部で4、5人いた子供は並ばされ、一人ずつ仏壇に線香を上げて拝むよう指示される。僧侶らしき老人は1人ずつ短い言葉をかけ、稲盛の父には「ああ、この子はもう連れてこなくていいですよ。今日のお参りで済んだから、明日から朝と晩、仏壇に向かって、なんまんだ、なんまんだ、ありがとうと必ず唱え仏さんに感謝しなさい。生きている間それさえすれば、仏さんが守ってくれるから」と告げ1回でお墨付きを与え、幼い稲盛には、それが免許皆伝と認められたような、何かの試験に合格したような気がして、誇らしくも嬉しく感じたが、中には「この子はまた来週も連れてきてください」と言われた子供もいたという。